# Subrahmanyan Chandrasekhar
Ne doit pas être confondu avec Chandrashekhara Venkata Râman.
Subrahmanyan Chandrasekhar  (19 octobre 1910 à Lahore, au Pendjab, aux Indes britanniques - 21 août 1995 à Chicago) est un astrophysicien et un mathématicien d'origine indienne. Il est lauréat du prix Nobel de physique de 1983.

## Biographie
Né dans une famille tamoule hindoue installée à Lahore, plus connu sous le nom de « Chandra », Subrahmanyan Chandrasekhar fait ses études au Presidency College (en) de Madras (maintenant appelée Chennai). Il effectue son doctorat sous la direction de Ralph H. Fowler au Trinity College de l'université de Cambridge au Royaume-Uni et le termine en 1933 à l'âge de 22 ans. Ses travaux concernent l'évolution des étoiles.
Il est connu pour avoir déterminé au-delà de quelle limite une naine blanche devient instable sous certaines conditions et s'effondre en étoile à neutrons, initiant le processus de supernova. Cette limite, désormais connue sous le nom de limite de Chandrasekhar, lui vaut à l'époque une vive controverse avec l'astronome anglais Sir Arthur Eddington. Il émigre ensuite aux États-Unis et obtient un poste à l'université de Chicago de 1937 jusqu'à sa mort en 1995, à l'âge de 84 ans. Il obtient la nationalité américaine en 1953.
Durant sa carrière scientifique de plus de 50 ans, il a rédigé plus de 300 articles scientifiques. Chandrasekhar a reçu de nombreuses distinctions. Il est devenu membre de la Royal Society le 16 mars 1944. Ses travaux sur le transfert de rayonnement lui valent le prix Rumford en 1957. Il est également lauréat de la médaille Bruce en 1952, de la médaille d'or de la Royal Astronomical Society en 1953, de la National Medal of Science (la plus haute distinction académique aux États-Unis) en 1966, de la médaille Henry Draper en 1971 et de la médaille Copley en 1984. Il obtient en 1983 le prix Nobel de physique (qu'il partage avec William Fowler) « pour ses études théoriques des processus physiques régissant la structure et l'évolution des étoiles ». Le gouvernement indien l'a également honoré en lui attribuant la Padma Vibhushan.
L'astéroïde (1958) Chandra a été baptisé en son honneur. En 1999, la NASA lance un concours pour baptiser son télescope spatial de rayons X (anciennement appelé AXAF), mis en orbite par la navette spatiale Columbia le 23 juillet 1999. Après plus de 6 000 propositions de noms reçues de plus de 50 pays, c'est Chandra qui fut retenu en l'honneur de Chandrasekhar.
Chandrasekhar était le neveu de Chandrasekhara Venkata Raman, lauréat du prix Nobel de physique de 1930.

## Travaux

### Masse maximale des naines blanches et controverse avec Eddington
Chandrasekhar est considéré comme le premier scientifique à avoir appliqué les lois de la relativité restreinte à l'astrophysique et en particulier à l'étude de la structure interne des étoiles, travail qu'il entreprend lors du voyage en bateau qu'il effectue en 1930 pour rejoindre l'Angleterre et entamer sa thèse. Il a l'occasion de croiser les grands scientifiques de son époque, en particulier Dirac, Eddington, Jeans, Milne et Plaskett.
La principale conclusion de ses travaux est que les naines blanches ne peuvent excéder une certaine masse : au-delà de cette masse, la pression de dégénérescence des électrons ne peut contrer l'effet de la gravité. Commentant la conclusion de ses travaux, Chandrasekhar affirme à propos de ce que peut devenir une naine blanche dont la masse dépasse la limite qu'il vient de calculer qu'« [on] ne peut que spéculer sur les autres possibilités » (« One is left speculating on other possibilities »). Une telle conclusion provoque un refus de la part du plus grand astrophysicien anglais de l'époque, Arthur Eddington, à l'approbation duquel Chandrasekhar soumet ses travaux. Eddington les commente par un lapidaire « Je pense qu'il doit exister une loi de la nature qui empêche une étoile de se comporter de façon aussi absurde » (« I think there should be a law of nature to prevent a star from behaving in this absurd way »). Cette phrase connue est prononcée le 11 janvier 1935 lors d'une conférence à la Royal Astronomical Society, à laquelle Chandrasekhar venait communiquer ses résultats. Le président de la Royal Astronomy Society demande alors à Eddington de parler sur le même sujet (sans que cela ait été prévu au départ). Eddington, tout en reconnaissant l'exactitude des travaux de Chandrasekhar, les rejette en argumentant qu'une naine blanche dépassant la masse limite n'aurait d'autre choix que de devenir ce qu'il décrivit alors comme étant un trou noir (sans utiliser ce terme qui date des années 1960), hypothèse qu'il juge trop absurde pour être raisonnable. Incidemment, ni Eddington ni Chandrasekhar ne mentionnent la possibilité qu'une naine blanche puisse se transformer en étoile à neutrons, comme l'avaient proposé Walter Baade et Fritz Zwicky quelques mois plus tôt.
Chandrasekhar aurait été très affecté par cette controverse avec Eddington et c'est cette thèse que présente son biographe Kameshwar Wali (en), suggérant même que ce jugement définitif par une des sommités de son époque a longtemps porté ombrage à Chandrasekhar, à tel point qu'il a joué un rôle dans sa décision d'émigrer vers les États-Unis pour pouvoir exercer ses talents. Cependant William McCrea, témoin de la controverse et présent lors de la conférence de 1935, tempère notablement ces propos, estimant que sa décision d'émigrer aux États-Unis était surtout motivée par la perspective d'obtenir un poste permanent dans la recherche, et que les deux hommes sont toujours restés en bons termes et avaient d'ailleurs régulièrement discuté du problème de la masse maximale des naines blanches plusieurs fois auparavant. D'après Mac Crea, Chandrasekhar aurait été surpris de voir à quel point ses conclusions troublaient Eddington. Malgré ce différend, Chandrasekhar a consacré à Eddington un ouvrage : Eddington, the most distinguished astrophysicist of his time (littérallement « Eddington, le plus éminent astrophysicien de son temps »). Un autre témoignage, du lauréat du prix Nobel de physique James Cronin (qui a connu Chandrasekhar les dix dernières années de sa vie), semble cependant indiquer qu'au contraire Chandrasekhar aurait montré sur la fin de sa vie une certaine forme de rancœur envers Eddington.

### Autres travaux
À la fin des années 1930, Chandrasekhar cesse de s'intéresser à la structure interne des étoiles. Il décide alors de changer de sujet, non sans avoir publié un ouvrage sur le sujet (Introduction to the Study of Stellar Structure, en 1939). C'est cette façon de procéder qu'il adoptera durant toute sa carrière : il s'investira quelques années dans un sujet donné, publiant de nombreux articles scientifiques (plus de 6 par an en moyenne pendant plus de 50 ans), et concluant le tout par une monographie de qualité. Il en publiera près d'une dizaine : outre celle déjà mentionnée, les plus marquants seront ses travaux sur l'évolution stellaire (Principles of Stellar Dynamics, 1943), le transfert radiatif (Radiative Transfert, 1950), l'hydrodynamique (Hydrodynamic and Hydromagnetic Stability, 1961), les configurations d'équilibre des ellipsoïdes (Ellipsoidal Figures of Equilibrium 1968), et les trous noirs (The Mathematical Theory of Black Holes, 1983).
De tous ces travaux, seuls les premiers seront mentionnés par le Comité Nobel pour justifier l'attribution de son prix. Il semble que Chandrasekhar ait quelque peu souffert de voir que ce n'était pas l'ensemble de son œuvre qui ait été récompensé. Il se permet en tout cas d'évoquer ses autres travaux dans le discours qu'il prononce lors de la remise de son Prix Nobel.
Le dernier sujet auquel s'intéresse Chandrasekhar est celui des trous noirs. Sa contribution majeure repose sur l'étude mathématique des perturbations autour des solutions de type trou noir des équations d'Einstein, notamment celle du mathématicien néo-zélandais Roy Kerr. Chandrasekhar sera séduit par la beauté de cette solution dont il parlera en termes extrêmement élogieux (voir Roy Kerr). Ses travaux sur le sujet seront publiés dans une monographie impressionnante qui illustre sans doute le mieux ses capacités hors pair, The Mathematical Theory of Black Holes.
Chandrasekhar fut également rédacteur en chef de la revue The Astrophysical Journal de 1952 à 1971, période pendant laquelle il contribua grandement à l'essor de ce journal qui est maintenant parmi les meilleurs journaux scientifiques traitant d'astrophysique. Durant sa carrière, il a supervisé les thèses de 51 étudiants de l'Université de Chicago.

## Distinctions
- 1949 :  Henry Norris Russell Lectureship de l'Union américaine d'astronomie
- 1952 :  Médaille Bruce de l'Astronomical Society of the Pacific
- 1953 :  Médaille d'or de la Royal Astronomical Society
- 1957 :  Prix Rumford, de l'Académie américaine des arts et des sciences
- 1966 :  National Medal of Science décerné par le Président des Etats-Unis
- 1968 :  Padma Vibhushan décerné par le Président de l'Inde
- 1971 :  Médaille Henry-Draper de la National Academy of Sciences
- 1983 :  Prix Nobel de Physique de la Fondation Nobel
- 1984 :  Médaille Copley de la Royal Society
- 1989 :  Prix Gordon J. Laing (en) de l'Université de Chicago

## Publications
Les éditions indiquées ne sont pas toujours les éditions originales. Les dates données dans la section « Travaux » correspondent en revanche à la première édition.
- Radiative transfer, Dover publication, 1960, 393 pages,  (ISBN 0-486-60590-6)
- Introduction to the Study of Stellar Structure, Dover Publications, 1958, 509 pages,  (ISBN 0-486-60413-6)
- Principles of stellar dynamics, Dover Publications, 1963, 314 pages
- Plasma physics, University of Chicago Press, 1975, 217 pages,  (ISBN 0-226-10085-5)
- Hydrodynamic and hydromagnetic stability, Clarendon Press, 1981, 652 pages,  (ISBN 0-486-64071-X)
- Eddington, the most distinguished astrophysicist of his time, Cambridge University Press, 1983, 64 pages,  (ISBN 0-521-25746-8)
- Ellipsoidal figures of equilibrium, Dover Publications, 1987, 254 pages,  (ISBN 0-486-65258-0)
- Truth and Beauty: Aesthetics and Motivations in Science, University of Chicago Press, 1987, 208 pages,  (ISBN 9780226100876)
- Stellar structure and stellar atmospheres, œuvres choisies de S. Chandrasekar, vol. 1, University of Chicago Press, 1989, 515 pages,  (ISBN 0-226-10089-8)
- Radiative transfer and negative ion of hydrogen, œuvres choisies de S. Chandrasekar, vol. 2, University of Chicago Press, 1989, 622 pages,  (ISBN 0-226-10092-8)
- Stochastic, statistical, and hydromagnetic problems in physics and astronomy, œuvres choisies de S. Chandrasekar, vol. 3, University of Chicago Press, 1989, 642 pages,  (ISBN 0226100944)
- Plasma physics, hydrodynamic and hydromagnetic stability, and applications of the tensor-virial theorem, œuvres choises de S. Chandrasekar, vol. 4, University of Chicago Press, 1989, 585 pages,  (ISBN 0-226-10096-0)
- Relativistic astrophysics, œuvres choisies de S. Chandrasekar, vol. 5, University of Chicago Press, 1990, 587 pages,  (ISBN 0-226-10098-7)
- The mathematical theory of black holes and of colliding plane waves, œuvres choisies de S. Chandrasekar, vol. 6, University of Chicago Press, 1991, 739 pages,  (ISBN 0-226-10100-2)
- The non-radial oscillations of stars in general relativity and other writings, œuvres choisies de S. Chandrasekar, vol. 7, University of Chicago Press, 1998, 294 pages,  (ISBN 0-226-10104-5)
- The mathematical theory of black holes, Clarendon Press, 1998, 646 pages,  (ISBN 0-19-850370-9)
- Newton's Principia for the common reader, Clarendon Press, 2003, 593 pages,  (ISBN 0-19-852675-X)

#### Notices nécrologiques
- (en) Rajesh Kochhar, « India-born US astrophysicist — Chandra observatory: tribute to a legend », The Tribune (journal indien), 27 juillet 1999
- (en) William H. Mac Crea, Nécrologie et James Cronin, Commentaire
- (en) R. H. Garstang, Nécrologie
- (en) Donald Lynden-Bell, Nécrologie